# The Beckoning Flame
The Beckoning Flame er en amerikansk stumfilm fra 1915 af Charles Swickard.

## Medvirkende
- Henry Woodruff som Harry Dickson.
- Tsuru Aoki som Janira.
- Rhea Mitchell som Elsa Arlington.
- J. Frank Burke som Ram Dass.
- Louis Morrison som Prins Chandra.